# Poecilobothrus fumipennis
Poecilobothrus fumipennis är en tvåvingeart som först beskrevs av Hermann Friedrich Stannius 1831.  Poecilobothrus fumipennis ingår i släktet Poecilobothrus och familjen styltflugor. Inga underarter finns listade i Catalogue of Life.